# Ierland op de Olympische Winterspelen 2018
Ierland was een van de deelnemende landen aan de Olympische Winterspelen 2018 in Pyeongchang, Zuid-Korea.
Bij de zevende deelname van het land aan de Winterspelen werd voor de zesde opeenvolgende keer deelgenomen in het alpineskiën, voor de vierde keer in het langlaufen, voor de tweede opeenvolgende keer in het snowboarden en voor het eerst in het freestyleskiën, de zesde  olympische sportdiscipline waarin namens Ierland werd deelgenomen. De enige deelnemer die voor de tweede keer deelnam, snowboarder Seamus O'Connor, was de vlaggendrager bij de openingsceremonie.

## Deelnemers en resultaten
(m) = mannen, (v) = vrouwen 

### Alpineskiën
| Olympiër         | Onderdeel        | Resultaat | Prestatie                                                            |
| ---------------- | ---------------- | --------- | -------------------------------------------------------------------- |
| Patrick McMillan | combinatie (m)   | DNF       | afdaling: 1.25,77 (61e) slalom: niet gefinisht                       |
| Patrick McMillan | afdaling (m)     | 52e       | 1.49,98 (+9,73)                                                      |
| Patrick McMillan | super g (m)      | 48e       | 1.33,54 (+9,10)                                                      |
|                  |                  |           |                                                                      |
| Tess Arbez       | reuzenslalom (v) | 50e       | 1e run: 1.22,12 (56e) 2e run: 1.18,12 (50e) totaal: 2.40,24 (+20,22) |
| Tess Arbez       | slalom (v)       | 46e       | 1e run: 59,47 (51e) 2e run: 59,00 (47e) totaal: 1.58,47 (+19,84)     |

### Freestyleskiën
| Olympiër      | Onderdeel    | Resultaat | Prestatie                          |
| ------------- | ------------ | --------- | ---------------------------------- |
| Brendan Newby | halfpipe (m) | 27e       | kwalificatie: 54.60 (53,80, 54,60) |

### Langlaufen
| Olympiër                | Onderdeel             | Resultaat | Prestatie                      |
| ----------------------- | --------------------- | --------- | ------------------------------ |
| Thomas Hjalmar Westgård | sprint (m)            | 62e       | kwalificatie: 3.29,61 (+21,07) |
| Thomas Hjalmar Westgård | 15 km vrije stijl (m) | 63e       | 37.36,6 (+3.52,7)              |
| Thomas Hjalmar Westgård | 30 km skiatlon (m)    | 60e       | 1:32.34,2 (+16.14,2)           |

### Snowboarden
| Olympiër        | Onderdeel    | Resultaat | Prestatie                          |
| --------------- | ------------ | --------- | ---------------------------------- |
| Seamus O'Connor | halfpipe (m) | 18e       | kwalificatie: 65.50 (65.50, 39,75) |